# Rosa Freire d'Aguiar
Rosa Maria Freire d'Aguiar Furtado, mais conhecida como Rosa Freire d'Aguiar (Rio de Janeiro, 28 de agosto de 1948), é uma jornalista, editora e tradutora brasileira. 

## Carreira
Em 1971, formou-se em Jornalismo na Pontifícia Universidade Católica do Rio de Janeiro - PUC-Rio. Entre 1971 e 1973 foi repórter e redatora das revistas Manchete (disponibilizada integralmente na Hemeroteca Digital da Biblioteca Nacional), Fatos&Fotos e a Enciclopédia Bloch da Bloch Editores, no Rio de Janeiro. Em 1973, mudou-se para Paris, onde trabalhou por três anos como correspondente internacional na sucursal francesa do grupo de Adolpho Bloch.
Entre 1977 e 1985, ainda em Paris, foi correspondente da revista Isto É e também do Jornal da República e colaboradora da revista ArteHoje. Realizou um grande número de reportagens especiais na Europa, no Oriente Médio e na China. Entre elas, cobriu a redemocratização da Espanha, desde a morte de Francisco Franco, de 1975 até 1985; o exílio do Ayatolá Khomeiny e a Revolução Iraniana, 1979-1980; o processo da Camarilha dos Quatro, em Pequim, em 1980; a devolução do Deserto do Sinai ao Egito, em 1982; a Guerra do Líbano, em 1982; o movimento pacifista na Alemanha, em 1983.
Fez também diversas entrevistas com escritores, cientistas sociais e artistas. Das muitas personalidades entrevistadas por Rosa Freire d'Aguiar, destacam-se: Elisabeth Badinter,  Ernesto Sabato, Eugène Ionesco, Fernand Braudel, Georges Simenon, Jorge Semprún, Julio Cortazar, Norma Bengell, Peter Brook, Roland Barthes, Romain Gary, Rudolf Nureyev, Raymond Aron e Simone Veil. 
Em 1979, casou-se com o economista Celso Furtado, no exílio desde 1964, que lecionava na Universidade de Sorbonne. Com a redemocratização do Brasil, em 1985, Celso Furtado foi convidado para chefiar a missão brasileira junto à então Comunidade Econômica Europeia (CEE), em Bruxelas.
No ano seguinte, o casal voltou para o Brasil e se instalou em Brasília, onde Celso Furtado assumiu o Ministério da Cultura. Rosa Freire d'Aguiar deixou o jornalismo e passou a dedicar-se ao mercado editorial. Fez parte do conselho editorial da Editora Paz e Terra até 1990. Para essa editora traduziu seu primeiro livro: "O conde de Gobineau no Brasil", de Georges Raeders. A partir de 1991 até os dias atuais, traduziu e organizou mais de uma centena de livros, sobretudo para a Companhia das Letras e Editora Todavia.
Traduziu entre outros autores, Louis-Ferdinand Céline, Italo Calvino, Michel de Montaigne, Claude Lévi-Strauss, Pierre Bourdieu, Marquês de Sade, Honoré de Balzac e Marcel Proust. Pelo seu trabalho, recebeu diversos prêmios, entre eles, o da União Latina de Tradução Científica e Técnica, em 2001, pela tradução do livro "O universo, os deuses, os homens", de Jean-Pierre Vernant. Em 2009, recebeu o Prêmio Jabuti na categoria "Tradução de obra literária francês-português" pela tradução do livro "A elegância do ouriço", de Muriel Barbery (51.º Prêmio Jabuti). Em 2019, recebeu o Prêmio Paulo Rónai de Tradução, da Biblioteca Nacional, pelo livro "Bússola", de Mathias Énard. Além destes, recebeu a Menção altamente recomendável da Fundação Nacional do Livro Infantil e Juvenil, nas categorias Tradução/Adaptação, pelos livros do selo Cia. das Letrinhas: em 2005 ("O Pequeno Polegar", de Charles Perrault); em 2008, ("Ao sul da África", de Laurence Quentin); em 2009 ("Pequenos contos para crescer", de Mario Urbanet e Albena Ivanovitch-Lair; e  "Contos e lendas das mil e uma noites", de Gudule); e, em 2011 ("Às margens do Amazonas", de Laurence Quentin).
Como autora, além de inúmeros artigos, publicou o livro "Memória de tradutora", pela editora Escritório do Livro, em 2004; e "Sempre Paris – crônica de uma cidade, seus escritores e artistas" (Cia. das Letras, São Paulo, 2023) , ganhador do Prêmio Jabuti nas categorias "Livro do Ano" e "Crônica". Em 2019, publicou em e-book: "Palavra puxa palavra: uma homenagem aos 70 anos da saga O tempo e o vento" (Cia. das Letras), contendo sua longa entrevista com Érico Veríssimo para a revista Manchete em 1973. 
Em julho de 2004, o então presidente Luiz Inácio Lula da Silva propôs a criação de um centro de pesquisa sobre o desenvolvimento com homenagem a Celso Furtado, que faleceu em 20 de novembro daquele ano. Rosa Freire d'Aguiar foi fundadora do Centro Internacional Celso Furtado de Políticas para o Desenvolvimento - Cicef - em novembro de 2005, ao lado de intelectuais e políticos nacionais e internacionais. Entre 2005 e 2009 foi a primeira Presidente Cultural da associação, tendo permanecido em seu Conselho Deliberativo até 2012. Nesse período, ela organizou e tornou público o acervo bibliográfico de Celso Furtado na, então, Biblioteca Celso Furtado, inaugurada em 2009. Em 2019, doou o acervo bibliográfico e documental para o Instituto de Estudos Brasileiros - IEB, da Universidade de São Paulo.

## Prêmios
- União Latina de Tradução Científica e Técnica (2001)
- Prêmio Jabuti (2009)
- Prêmio Paulo Rónai da Biblioteca Nacional (2019)
- Menção altamente recomendável da Fundação Nacional do Livro Infantil e Juvenil - FNLIJ (2005; 2008; 2009; 2011)
- Sempre Paris - Prêmio Jabuti - Melhor Livro de Crônicas (2024)
- Sempre Paris - Prêmio Jabuti - Melhor Livro do Ano (2024)
- Manet: uma revolução simbólica - Primeiro Lugar - Categoria Tradução - Prêmio ABEU (Associação Brasileira de Editores Universitários. (2024)

## Autoria
- Memória de tradutora. Florianópolis: Escritório do Livro, 2004.
- Palavra puxa palavra: uma homenagem aos 70 anos da saga O tempo e o vento. São Paulo: Companhia das Letras, 2019.
- Sempre Paris - crônica de uma cidade, seus escritores e artistas. São Paulo: Companhia das Letras, 2023.

## Organizações, edições e prefácios
Seleção:
- Obra autobiográfica de Celso Furtado, 3 volumes, de Celso Furtado. São Paulo: Paz e Terra, 1997. Nova edição: São Paulo: Companhia das Letras, 2014. (Organização)
- Ensaios sobre a Venezuela - o subdesenvolvimento com abundância de divisas. Coleção Arquivos Celso Furtado nº 1. Rio de Janeiro: Contraponto/Centro Celso Furtado, 2008. (Organização e Introdução “Um olhar pioneiro”.)
- Economia do desenvolvimento - curso ministrado na PUC-SP em 1975. Coleção Arquivos Celso Furtado nº 2. Rio de Janeiro: Contraponto/Centro Celso Furtado, 2008. (Organização e Introdução “Um sonho de regresso”.)
- Formação econômica do Brasil, de Celso Furtado - edição comemorativa do cinquentenário. São Paulo: Companhia das Letras, 2009. (Organização e Introdução.)
- O Nordeste e a saga da Sudene, 1958-1964. Coleção Arquivos Celso Furtado nº 3. Rio de Janeiro: Contraponto/Centro Celso Furtado, 2009. (Organização e Introdução “A batalha da Sudene”).
- O Plano Trienal e o Ministério do Planejamento. Coleção Arquivos Celso Furtado nº 4. Rio de Janeiro: Contraponto/Centro Celso Furtado, 2011. (Organização e Introdução “A história de um plano”.)
- Região & Desenvolvimento no capitalismo contemporâneo. Marcos Costa Lima. São Paulo: Unesp, 2011. (Prefácio.)
- Ensaios sobre a cultura e o Ministério da Cultura. Coleção Arquivos Celso Furtado nº 5. Rio de Janeiro: Contraponto/Centro Celso Furtado, 2012. (Organização e Introdução “Pensando a cultura”.)
- Anos de formação 1938-48 -  o jornalismo, o serviço público, a guerra, o doutorado. Coleção Arquivos Celso Furtado nº 6. Rio de Janeiro: Contraponto/Centro Celso Furtado, 2014. (Organização e Introdução “Anos de formação”.)
- Essencial Celso Furtado. São Paulo: Penguin-Companhia, 2013. (Organização, apresentação e notas.)
- Tratado da vida elegante - ensaios sobre a moda e a mesa. Honoré de Balzac. São Paulo: Penguin-Companhia, 2016. (Organização, apresentação e notas.)
- A economia latino-americana. Celso Furtado. São Paulo: Companhia das Letras, 2019. (Apresentação da ed. comemorativa dos 50 anos)
- Diários Intermitentes de Celso Furtado. 1937-2002. São Paulo: Companhia das Letras, 2019. (Organização, apresentação e notas).
- Celso Furtado: correspondência intelectual, 1949-2004. São Paulo: Companhia das Letras, 2021. (Organização, apresentação e notas).

## Traduções
Décadas de 1980-1990
- O inimigo cordial do Brasil, de Georges Raeders. São Paulo: Paz e Terra, 1988; edição de bolso: O conde de Gobineau no Brasil. Coleção Leituras. São Paulo: Paz e Terra, 1997.
- Netchaiev está de volta, de Jorge Semprún. São Paulo: Paz e Terra, 1988.
- O comitê de riscos, de Jean Soublin. São Paulo: Paz e Terra, 1989.
- A memória vã, de Alain Finkielkraut. São Paulo: Paz e Terra, 1990.
- A exposição colonial, de Erik Orsenna. São Paulo: Paz e Terra, 1990.
- As mulheres e o dinheiro, de Marie-Françoise Hans. São Paulo: Paz e Terra, 1991.
- O louco do czar, de Jaan Kross. São Paulo: Companhia das Letras, 1992.
- Os papagaios amarelos — os franceses na conquista do Brasil, de Maurice Pianzola. Brasília: Alhambra, 1992.
- O futuro dura muito tempo, de Louis Althusser. São Paulo: Companhia das Letras, 1992.
- O abraço do samurai, de Dominique Nora. São Paulo: Paz e Terra. 1992.
- Nascimento de Deus, de Jean Bottéro. São Paulo: Paz e Terra, 1993.
- A verdade sobre o caso D, de C. Dickens, Fruttero e Lucentini (co-tradução com Paulo Henriques Britto). São Paulo: Companhia das Letras, 1993.
- Texaco, de Patrick Chamoiseau. São Paulo: Companhia das Letras, 1993.
- Neutralidade suspeita, de Jean-Pierre Gattégno. São Paulo: Companhia das Letras, 1993.
- A morte de Napoleão, de Simon Leys. São Paulo: Companhia das Letras, 1993.
- Equinociais, de Gilles Lapouge. Campinas: Pontes Editores, 1994.
- Viagem ao fim da noite, de Louis-Ferdinand Céline. São Paulo: Companhia das Letras, 1994.
- A noite do professor, de Jean-Pierre Gattégno. São Paulo: Companhia das Letras, 1995.
- O profeta impuro [Galíndez] , de Manuel Vázquez Montalbán. São Paulo: Companhia das Letras, 1995.
- A escrita ou a vida, de Jorge Semprún. São Paulo: Companhia das Letras, 1995.
- A saga dos Marx, de Juan Goytisolo. São Paulo: Companhia das Letras, 1996.
- D. Pedro II, o Defensor perpétuo do Brasil, de Jean Soublin. São Paulo: Paz e Terra, 1996.
- Goethe, de Pietro Citati. São Paulo: Companhia das Letras, 1996.
- História das colonizações, de Marc Ferro. São Paulo: Companhia das Letras, 1996.
- Tristes Trópicos, de Claude Lévi-Strauss. São Paulo: Companhia das Letras, 1996.
- Bela vida e guerras alheias do fidalgo Mr. Pyle, de Alessandro Barbero. São Paulo: Companhia das Letras, 1997.
- Porcarias, de Marie Darrieussecq. São Paulo: Companhia das Letras, 1997.
- Os cadernos de don Rigoberto, de Mario Vargas Llosa. São Paulo: Companhia das Letras, 1997.
- A vida e obra de Semmelweiss, de Louis-Ferdinand Céline. São Paulo : Companhia das Letras, 1998.
- A morte do bosque, de Brigitte Aubert. São Paulo: Companhia das Letras, 1998.
- Dinheiro queimado, de Ricardo Piglia. São Paulo: Companhia das Letras, 1998.
- As piedosas, de Federico Andahazi. São Paulo: Companhia das Letras, 1998.
- Nascimento dos fantasmas, de Marie Darrieussecq. São Paulo: Companhia das Letras, 1999.
- Transferência mortal, de Jean-Pierre Gattégno. São Paulo: Companhia das Letras, 1999.
- A república dos vencidos, de Jean Soublin. São Paulo: Companhia das Letras, 1999.
- Proust, de Pietro Citati. São Paulo: Companhia das Letras, 1999.
- O mal de Sachs, de Martin Winckler. São Paulo: Companhia das Letras, 1999.
- O estrangulador, de Manuel Vázquez Montalbán. São Paulo: Companhia das Letras, 1999.
- As brasas, de Sándor Márai. São Paulo: Companhia das Letras, 1999.
- A passagem do século: 1480-1520, de Serge Gruzinski. São Paulo: Companhia das Letras, 1999.

Década de 2000
- O universo, os deuses, os homens, de Jean-Pierre Vernant. São Paulo: Companhia das Letras, 2000. (Prêmio União Latina de Tradução Científica e Técnica 2001 – Menção Honrosa.)
- Máscaras, de Leonardo Padura. São Paulo: Companhia das Letras, 2000.
- O psicanalista, de Leslie Kaplan. São Paulo: Companhia das Letras, 2001.
- Anapurna, de Maurice Herzog. São Paulo: Companhia das Letras, 2001.
- A carta esférica, de Arturo Pérez-Reverte. São Paulo: Companhia das Letras, 2001.
- Réquiem caribenho, de Brigitte Aubert. São Paulo: Companhia das Letras, 2001.
- Um general na biblioteca [Prima che tu dica “Pronto”], de Italo Calvino. São Paulo: Companhia das Letras, 2001.
- Rio de Janeiro, cidade mestiça, org. de Patrick Straumann, ilustrações e comentários de Jean-Baptiste Debret. São Paulo: Companhia das Letras, 2001.
- O pensamento mestiço, de Serge Gruzinski. São Paulo: Companhia das Letras, 2001.
- Sobre heróis e tumbas, de Ernesto Sabato. São Paulo: Companhia das Letras, 2002.
- O senhor dos bonsais, de Manuel Vázquez Montalbán. São Paulo: Companhia das Letras, 2002.
- O homem da minha vida, de Manuel Vázquez Montalbán. São Paulo: Companhia das Letras, 2003.
- Sefarad, de Antonio Muñoz Molina. São Paulo: Companhia das Letras, 2003.
- O longo adeus a Pinochet, de Ariel Dorfman. São Paulo: Companhia das Letras, 2003.
- Contos fantásticos do século XIX, org. de Italo Calvino. (tradução dos contos franceses). São Paulo: Companhia das Letras, 2004.
- De castelo em castelo, de Louis-Ferdinand Céline. São Paulo: Companhia das Letras, 2004.
- Hitchcock/Truffaut, de François Truffaut. São Paulo: Companhia das Letras, 2004.
- Vinte anos e um dia, de Jorge Semprún. São Paulo: Companhia das Letras, 2004.
- O Pequeno Polegar, de Charles Perrault. São Paulo: Companhia das Letras, 2005.
- A falsa Esther, de Pierre Louys, in Contos de horror do século XIX, vários autores, seleção de Alberto Manguel. São Paulo: Companhia das Letras, 2005.
- Uma temporada de facões, de Jean Hatzfeld. São Paulo: Companhia das Letras, 2005.
- Beleza, em A Paixão e a exceção: Borges, Eva Perón, Montoneros, de Beatriz Sarlo. São Paulo: Companhia das Letras, 2005.
- Suíte francesa, de Irène Némirovsky. São Paulo: Companhia das Letras, 2006.
- A guerra das imagens - de Cristóvão Colombo a “Blade Runner” (1492-2019) , de Serge Gruzinski. São Paulo: Companhia das Letras, 2006.
- A rosa de Alexandria, de Manuel Vázquez Montalbán. São Paulo: Companhia das Letras, 2006.
- A África, meu pequeno Chaka', de Marie Sellier (Autor), Marion Lesage (Ilustrador).' São Paulo: Companhia das Letras, 2006.
- O lírio no vale, de Honoré de Balzac. Porto Alegre: LPM. 2006.
- A greve de vida, de Amélie Couture. São Paulo: Companhia das Letras, 2006.
- A Virgem dos Sicários, de Fernando Vallejo. São Paulo: Companhia das Letras, 2006.
- American Vertigo, de Bernard-Henri Lévy. São Paulo: Companhia das Letras, 2006.
- Querida Théo, de Anne Vantal. São Paulo: Companhia das Letrinhas, 2006.
- Em nome da mãe, de Erri de Luca. São Paulo: Companhia das Letras, 2007.
- Tempo passado, de Beatriz Sarlo. São Paulo: Companhia das Letras, 2007.
- Milênio Carvalho – I. Rumo a Cabul, de Manuel Vázquez Montalbán. São Paulo: Companhia das Letras, 2007.
- Aconteceu em 1942, de Nella Bielski. São Paulo: Companhia das Letras, 2007.
- O fio e os traços, de Carlo Ginzburg. São Paulo: Companhia das Letras, 2007.
- O Manipulador, de Jean-Pierre Gattégno. São Paulo: Companhia das Letras, 2007.
- Chapeuzinho vermelho, de Charles Perrault. São Paulo: Companhia das Letrinhas, 2007.
- Anansi, o velho sábio, de Kaleki e Jean-Claude Götting. São Paulo: Companhia das Letrinhas, 2007.
- Ao sul da África, de Laurence Quentin e Catherine Reisser. São Paulo: Companhia das Letrinhas, 2008.
- O senhor das almas, de Irène Némirovsky. São Paulo: Companhia das Letras, 2008.
- A elegância do ouriço, de Muriel Barbery. São Paulo: Companhia das Letras, 2008.
- Delírio, de Laura Restrepo. São Paulo: Companhia das Letras, 2008.
- Sem sangue, de Alessandro Baricco. São Paulo: Companhia das Letras, 2008.
- Ventos de Quaresma, de Leonardo Padura Fuentes. São Paulo: Companhia das Letras, 2008.
- Varennes, de Mona Ozouf. São Paulo: Companhia das Letras, 2009.
- A Terceira Margem, de Ignacy Sachs. São Paulo: Companhia das Letras, 2009.
- Contos e lendas dos heróis da Grécia antiga, de Christian Grenier. São Paulo: Companhia das Letras, 2009.
- O mapa do criador, de Emilio Calderón. São Paulo: Companhia das Letras, 2009.
- O patinho feio, de H. C. Andersen. São Paulo: Companhia das Letrinhas, 2009.
- A morte do gourmet, de Muriel Barbery. São Paulo: Companhia das Letras, 2009.
- Contos para rir, de Albena Ivanovitch-Lair. São Paulo: Companhia das letrinhas, 2009.
- Contos para crescer, de Albena Ivanovitch-Lair. São Paulo: Companhia das letrinhas, 2009.
- Contos e lendas das Cidades e dos Mundos desaparecidos, de Anne Jonas. São Paulo: Companhia das Letras, 2009.
- Os belos dias de minha juventude, de Ana Novac. São Paulo: Companhia das Letras, 2009

Década de 2010
- Às margens do Amazonas, de Laurence Quentin e Catherine Reisser. São Paulo: Companhia das letrinhas, 2010.
- Os Ensaios, de Michel de Montaigne. São Paulo: Penguin-Companhia das Letras. 2010.
- Ingrid Betancourt - não há silêncio que não termine, de Ingrid Betancourt. São Paulo: Companhia das Letras, 2010.
- Operação massacre, de Rodolfo Walsh. (Prefácio). São Paulo: Companhia das Letras, 2010.
- Ilusões perdidas, de Honoré de Balzac. São Paulo: Penguin-Companhia, 2011.
- Os Jainas, os Intocáveis, os Marajás, de  Laurence Quentin e Catherine Reisser. São Paulo: Companhia das Letrinhas, 2011.
- As coisas, de Georges Perec. São Paulo: Companhia das Letras, 2012.
- A cartuxa de Parma, de Stendhal. São Paulo: Penguin-Companhia, 2012.
- A outra face da lua, de Claude Lévi-Strauss. São Paulo: Companhia das Letras, 2012.
- A antropologia diante dos problemas do mundo moderno, de Claude Lévi-Strauss. São Paulo: Companhia das Letras, 2012.
- Abadon, o exterminador, de Ernesto Sabato. São Paulo: Companhia das Letras, 2012.
- José e Pilar, de Miguel Gonçalvez Mendes. São Paulo: Companhia das Letras, 2012.
- O menino negro, de Camara Laye. São Paulo: Companhia das Letras, 2013.
- Reflexões ou sentenças e máximas morais, de La Rochefoucauld. São Paulo: Penguin-Companhia. 2013
- A mulher de 30 anos, Honoré de Balzac. São Paulo: Penguin-Companhia, 2015.
- Sobre o Estado, de Pierre Bourdieu. São Paulo: Companhia das Letras, 2014.
- Liliane no liceu, de Normand Baillargeon. Rio de Janeiro: Apicuri. 2014.
- O Pai Goriot, de Honoré de Balzac. São Paulo: Penguin-Companhia. 2015.
- Os boêmios, de Marquês de Pelleport. São Paulo: Companhia das Letras, 2015.
- Submissão, de Michel Houellebecq. Rio de Janeiro: Alfaguara. 2015.
- A vida dos Elfos, de Muriel Barbery. São Paulo: Companhia das Letras, 2015.
- A tinta da melancolia, de Jean Starobinski. São Paulo: Companhia das Letras, 2016.
- A paixão de Mademoiselle S. , [Anônimo]. São Paulo: Companhia das Letras, 2018.
- Quem matou Roland Barthes? , de Laurent Binet. São Paulo: Companhia das Letras, 2016.
- Esperando Bojangles, de Olivier Bourdeaut. Belo Horizonte: Autêntica, 2017.
- Educação sentimental, de Gustave Flaubert. São Paulo: Penguin-Companhia, 2017.
- Os 120 dias de Sodoma, de Marquês de Sade. São Paulo: Penguin-Companhia, 2018.
- Bússola, de Mathias Énard. São Paulo: Todavia, 2018.
- A mercadoria mais preciosa, de Jean-Claude Grumberg. São Paulo: Todavia, 2019.
- A literatura nazista na América Latina, de Roberto Bolaño. São Paulo: Companhia das Letras, 2019.

Década de 2020
- O gueto interior, de Santiago H. Amigorena. São Paulo: Todavia, 2020.
- À sombra das moças em flor, de Marcel Proust. Vol. 1 de À procura do tempo perdido. São Paulo: Companhia das Letras, 2022.
- Só uma rosa, de Muriel Barbery. São Paulo : Companhia das Letras,
- Abraço apertado, de Émile Ajar (Romain Gary). São Paulo : Todavia, 2022.
- O Espírito da floresta, de Bruce Albert e Davi Kopenawa. São Paulo: Companhia das Letras, 2023.
- Manet: uma revolução simbólica, Pierre Bourdieu. São Paulo: Edusp, 2023.